# Ian Bakala
Ian Bakala (ur. 1 listopada 1980) – zambijski piłkarz grający na pozycji pomocnika.

## Kariera klubowa
Karierę piłkarską Bakala rozpoczął w klubie Lusaka Dynamos. W jego barwach zadebiutował w 1998 roku w rozgrywkach zambijskiej Premier League. Następnie przeszedł do belgijskiego Germinalu Ekeren i rozegrał jedno spotkanie w pierwszej lidze belgijskiej. W 1999 roku wrócił do Zambii i został zawodnikiem Kabwe Warriors. W latach 2002 i 2003 zdobył z nim Challenge Cup.
W 2004 roku Bakala odszedł do zimbabwejskiego CAPS United Harare. Wywalczył z nim mistrzostwo i Puchar Zimbabwe, a w 2005 roku przeszedł do angolskiego Primeiro de Agosto z Luandy. W 2006 roku wywalczył mistrzostwo Angoli.
W kolejnych latach Bakala grał w zambijskich zespołach City of Lusaka i NAPSA Stars FC, a także w angolskich drużynach Kabuscorp, Progresso do Sambizanga oraz União SC do Uíge. W 2014 roku zakończył karierę.

## Kariera reprezentacyjna
W 1999 roku Bakala wraz z reprezentacją U-20 wystąpił na młodzieżowych Mistrzostwach Świata. W dorosłej reprezentacji zadebiutował w 2000 roku. W 2002 roku wystąpił we 2 meczach Pucharu Narodów Afryki 2002: z Senegalem (0:1) i z Egiptem (1:2). W 2006 roku został powołany do kadry na Puchar Narodów Afryki 2006 i rozegrał tam jedno spotkanie, z Republiką Południowej Afryki (1:0). Z kolei w 2008 roku powołano go na Puchar Narodów Afryki 2008. Tam zagrał w 3 meczach: z Sudanem (3:0), z Kamerunem (1:5) i Egiptem (1:1).